# Ulrich Wickert

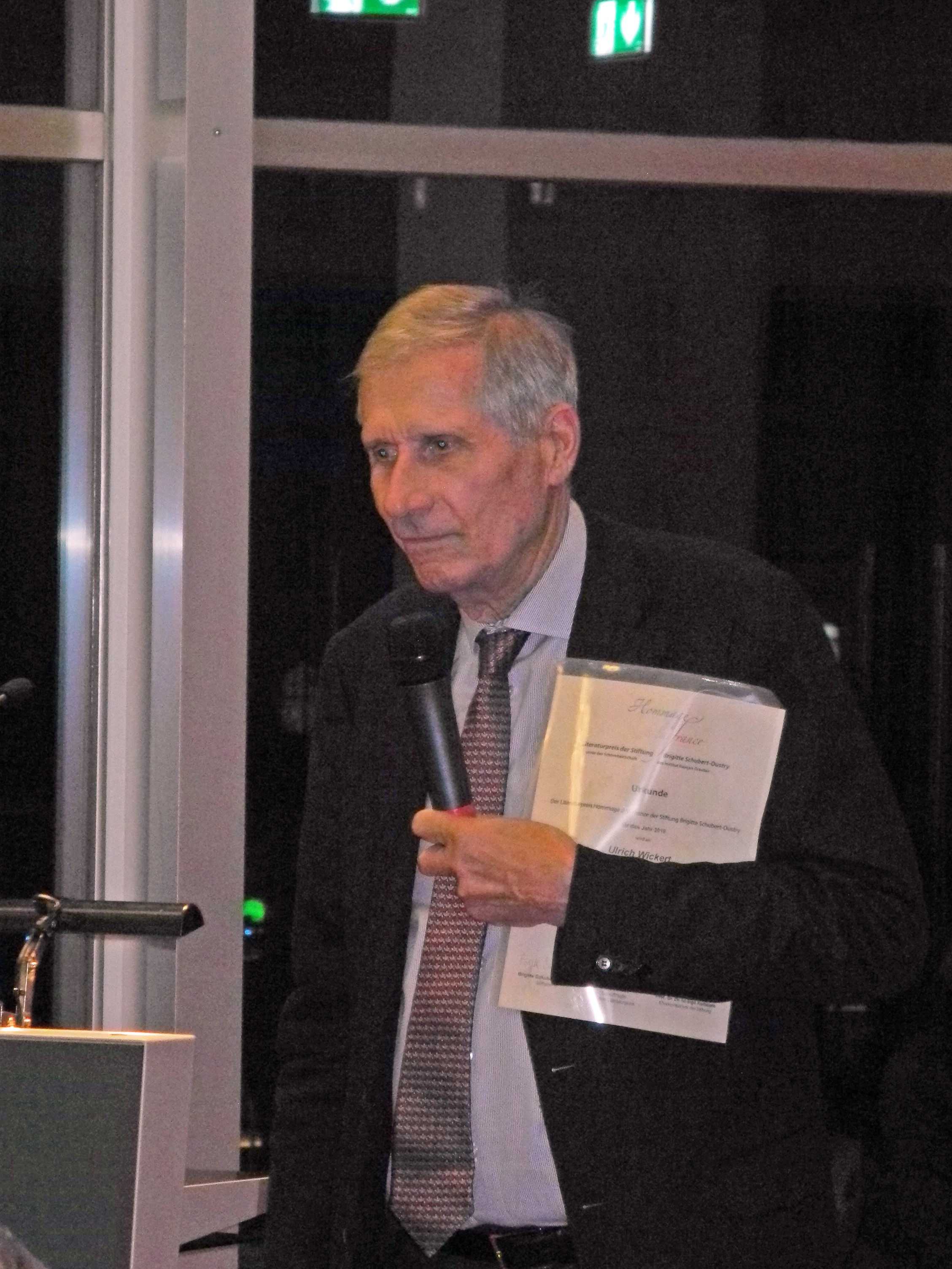
Ulrich Wickert (2018)

Ulrich „Uli“ Wickert (* 2. Dezember 1942 in Tokio) ist ein deutscher Journalist und Autor. Bekannt wurde er als langjähriger Moderator der Tagesthemen, die er von 1991 bis 2006 präsentierte.

## Leben

### Kindheit, Jugend und Ausbildung
Wickert wurde als Sohn des Diplomaten Erwin Wickert und der Röntgenassistentin Ingeborg Wickert, geborene Weides, in Tokio geboren, als sein Vater dort als Rundfunkattaché in der deutschen Botschaft beschäftigt war. Sein Bruder Wolfram Wickert (* 30. Mai 1941 in Shanghai) ist Schriftsteller und Maler, seine Schwester Vera Barbara Wood, geb. Wickert (* 22. Mai 1949 in Heidelberg; † 19. Mai 2021 in Eppstein), war Psychologin. Seine Kindheit verbrachte Wickert von 1947 bis 1956 in Heidelberg, wo er die Grundschule Mönchhofschule, anschließend das Englische Institut sowie später das Kurfürst-Friedrich-Gymnasium besuchte; danach war er bis 1959 in Paris, wo die Familie wegen der beruflichen Verpflichtungen des Vaters bei der deutschen NATO-Vertretung lebte. Mit 14 Jahren veröffentlichte Wickert 1956 in der Rhein-Neckar-Zeitung seinen ersten journalistischen Beitrag mit einem Bericht über den Eiffelturm. Wegen eines Streichs, den er dem Pfarrer spielte, flog er mit 14 Jahren aus dem Konfirmationsunterricht. 1961 absolvierte er sein Abitur an der Urspringschule bei Schelklingen.
1961 begann er, an der Rheinischen Friedrich-Wilhelms-Universität Bonn Politikwissenschaft und Jura zu studieren. Er ging als Stipendiat 1962 im Fulbright-Programm an die Wesleyan University in Middletown (Connecticut), USA. Nach seiner Rückkehr nach Bonn setzte er sich dafür ein, dass die Nazi-Vergangenheit des Uni-Rektors Hugo Moser an der Universität öffentlich diskutiert wird. Sein erstes juristisches Staatsexamen legte er 1968 ab, danach arbeitete er als freier Hörfunkautor bei der ARD.

### Karriere

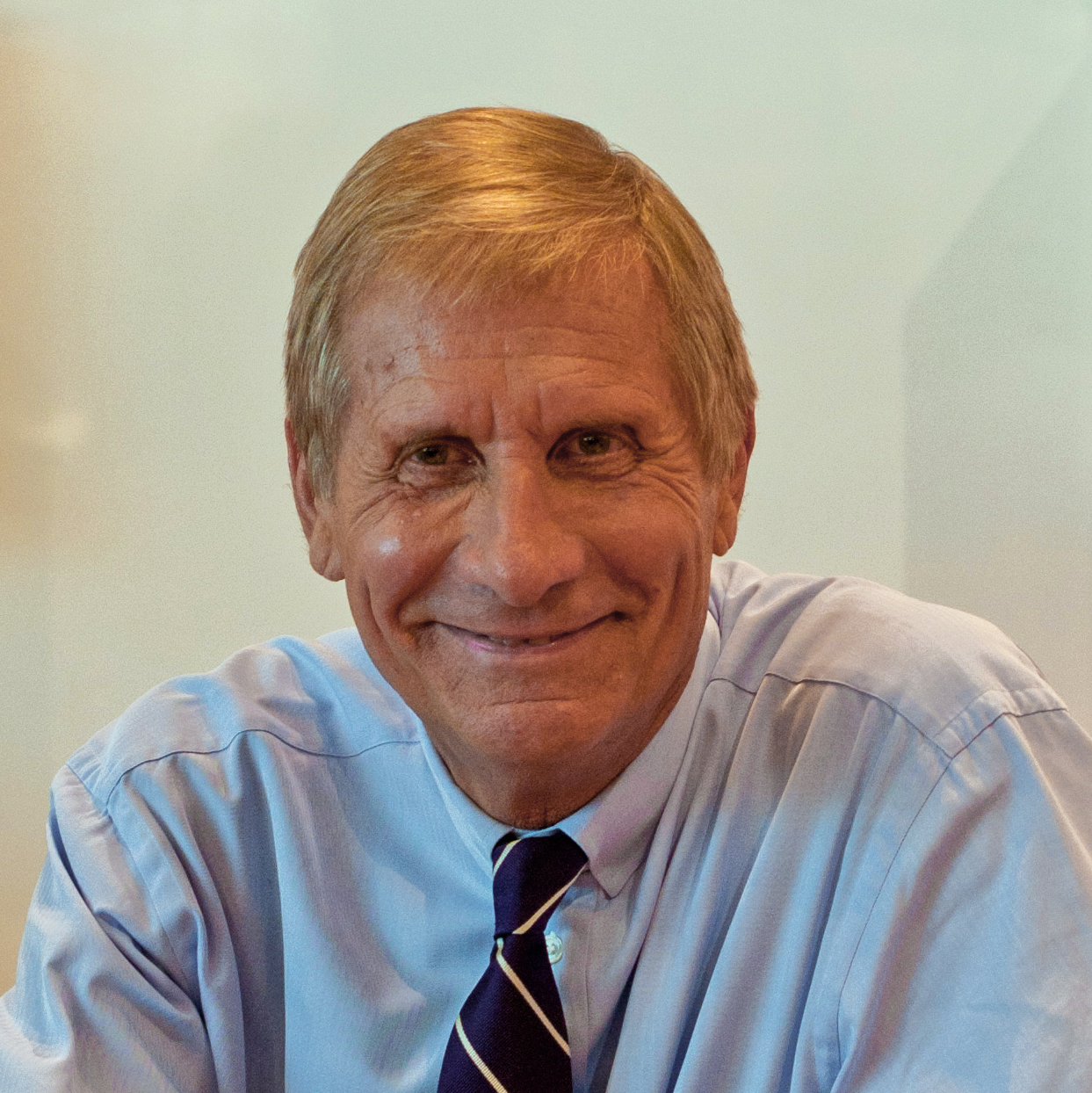
Ulrich Wickert (2011)

#### Als Fernsehjournalist
Von 1969 bis 1977 arbeitete Wickert als Redakteur der Sendung Monitor und wurde vom WDR von 1969 bis 1978 zu jeder Präsidentschaftswahl nach Paris geschickt. 1977 ging er als Korrespondent der ARD nach Washington, D.C.; 1978 übernahm Wickert eine Stelle im Frankreich-Studio der ARD. 1981 gründete er den Diskussionskreis Journalisten für den offenen Rundfunk, im gleichen Jahr übernahm er die Leitung des ARD-Studios in New York. 1984 wurde Wickert Leiter des Pariser ARD-Studios. In diesem Jahr drehte er eine bekannte Reportage darüber, wie man am besten den Pariser Place de la Concorde überquert: Im Selbstversuch überquerte er den viel befahrenen Platz, ohne nach den Autos zu sehen. Somit konnten die französischen Autofahrer nicht annehmen, dass er auf sich selbst achtete und waren daher gezwungen, ihre Fahrweise anzupassen.
Mit Wirkung zum 1. Juli 1991 wurde er gemäß dem Wunsch seines Vorgängers Hanns Joachim Friedrichs „Erster Moderator“ der ARD-Nachrichtensendung tagesthemen. Bereits am 29. Juni 1991 präsentierte er seine erste Sendung, eine Sondersendung zum Jugoslawienkrieg. Bis 31. August 2006 präsentierte er die Sendung im wöchentlichen Wechsel mit Sabine Christiansen, später Gabi Bauer und schließlich Anne Will. Sein Markenzeichen in der Sendung war der Abschiedsgruß „… einen angenehmen Abend und eine geruhsame Nacht“, mit dem er bis auf wenige Ausnahmen die Sendung beendete. Im Normalfall ließ er mit der Wendung „Über den letzten Stand der Dinge informiert Sie ...“ einen Hinweis auf die Nachtausgabe der Tagesschau folgen. Sein Nachfolger bei den tagesthemen wurde Tom Buhrow. Große Aufmerksamkeit erregte ein dreiteiliges TV-Interview, das Wickert 1999 mit dem Ex-Bundeskanzler Helmut Kohl führte.
In seiner Tätigkeit als Moderator der Tagesthemen machte Wickert im Herbst 2001 Schlagzeilen, als er in der Zeitschrift MAX die indische Schriftstellerin Arundhati Roy – nach einem Artikel der Frankfurter Allgemeinen Zeitung – zitierte, die den damaligen US-Präsidenten George W. Bush mit dem Terroristenführer Osama bin Laden verglichen hatte. Obwohl Wickert nur sehr vorsichtig eine Deutung dieser Aussage versuchte, kam es daraufhin vor allem in der Boulevard-Presse zu massiver Kritik. Insbesondere Bild warf dem Moderator „Beleidigung des Präsidenten“ und „Antiamerikanismus“ vor. Nachdem er sich öffentlich entschuldigt hatte, erklärte die ARD die Angelegenheit für abgeschlossen und beendete die Mediendebatte über eine mögliche Kündigung.
Vom 17. August 2006 bis zum 20. Mai 2007 moderierte er in der ARD die 30-minütige Literatur-Sendung Wickerts Bücher, in welcher er sich mit Literaturkritikern und Schriftstellern über aktuelle Werke unterhielt. Von März 2007 bis Juli 2014 moderierte er in NDR Kultur an jedem ersten Sonntag im Monat um 13 Uhr die Sendung Wickerts Bücher.
Am 20. September 2022 hatte Wickert einen neuerlichen Auftritt in den Tagesthemen: Sein bisheriger Rekord als dienstältester Moderator der Sendung wurde zu diesem Datum von Caren Miosga übertroffen, die diesbezügliche Meldung verlas er selbst.

#### Außerhalb der ARD
Zum Wintersemester 2004/05 wurde er Honorarprofessor an der Hochschule Magdeburg-Stendal in Magdeburg. Er war dort bis 2015 im Studiengang Journalistik/Medienmanagement tätig.
Im November 2005 wurde er wegen seiner Verdienste um die deutsch-französischen Beziehungen zum Offizier der Ehrenlegion ernannt.
Seit Februar 2008 war er Mitherausgeber und Kolumnist des Nachrichtenportals zoomer.de. Dieses wurde jedoch am 28. Februar 2009 aus wirtschaftlichen Gründen wieder geschlossen.
Er ist außerdem Inhaber der Produktionsfirma UWP. 2008 bewarb sich Wickert mit der UWP um eine Drittsendelizenz bei RTL Television. Nachdem er im Vergabeverfahren gegen die Firma dctp von Alexander Kluge unterlegen war, verklagte er die Niedersächsische Landesmedienanstalt (NLM). Nachdem sein Eilantrag gegen die NLM im September 2008 vor dem Verwaltungsgericht Hannover abgelehnt worden war, zog er die Klage im Oktober 2008 zurück.
Als Autor hat Wickert seit 1981 zahlreiche Bücher veröffentlicht. „Lesen und Schreiben gehören zu unserem Leben wie bei anderen Leuten Essen und Trinken“, zitierte Hans Leyendecker Wickert zum väterlichen Vorbild in der Süddeutschen Zeitung: „Wenn ich mittags nach Hause kam, saß der Vater im Sessel und schrieb auf einer schicken Olivetti.“ Zuletzt legte er einige in Frankreich spielende Kriminalromane vor.
Im Jahr 2016 war Wickert Träger der Heinrich-Heine-Gastprofessur an der Düsseldorfer Heinrich-Heine-Universität. Im Januar sowie April hielt er drei Vorlesungen unter den Themen „Freiheit und Journalismus“ (27. Januar), „Macht und Verantwortung der Medien“ (13. April) und „Aus dem Leben eines Journalisten“ (27. April).

### Privates
Ulrich Wickert ist der Bruder des Schriftstellers und Malers Wolfram Wickert und Onkel der Schauspielerin Emily Wood.
Von 1972 bis 1980 war Wickert Mitglied der SPD.
Aus seiner ersten Ehe (1969–1995) mit Sylvie von Frankenberg hat er eine 1969 geborene Tochter. Seine zweite Ehe (1997–1998) mit der Journalistin und Fernsehmoderatorin Birgit Schanzen blieb kinderlos. Wickert ist seit 2003 in dritter Ehe mit Julia Jäkel verheiratet, die bis März 2021 Geschäftsführerin von Gruner + Jahr in Hamburg war. Mit ihr hat er Zwillinge (* 2012). Jäkel und Wickert leben zusammen in Hamburg-Winterhude.

## Stiftung
Ulrich Wickert und seine Frau gründeten 2011 die Ulrich-Wickert-Stiftung für Kinderrechte als unselbständige Stiftung unter dem Dach der Stiftung Hilfe mit Plan der Deutschen Sektion von Plan International Deutschland e. V., in dessen Kuratorium er Mitglied ist.
Sie vergibt an Journalisten beziehungsweise Jugendgruppen mit Medienprojekten den Preis für Kinderrechte in drei Kategorien: International, Deutschland/Österreich und drittens für Jugendgruppen aus 50 Plan-Programmländern mit einem Plan-Medienprojekt. 2015 wurde erstmals der Peter Scholl-Latour-Preis für die Berichterstattung über das Leid von Menschen in Krisen- und Konfliktgebieten verliehen. Die Preise sind insgesamt mit 24.000 € dotiert.

## Mitgliedschaften
Ulrich Wickert ist Mitglied in den Kuratorien von Plan-International, der Jugendpresse Deutschland, der Jugendpresse Schleswig-Holstein, der Jungen Presse, der Stiftung Schüler Helfen Leben und des JugendMedienEvents sowie Pate für das Kinderhospiz Bethel. Zudem ist er Mitglied im PEN-Zentrum Deutschland.

## Werke

### Sachbücher
- Freiheit, die ich fürchte. Der Staat entmachtet seine Bürger. Athenäum Verlag, Königstein/Ts. 1981, ISBN 3-7610-8112-X.
- New York, Tokio, Paris. Tagebuch einer Weltreise. Westermann, Braunschweig 1986, ISBN 3-07-508892-7.
  - Neuausgabe als: Weltblicke: New York – Tokio – Paris. In 50 Tagen um die Welt. Heyne Verlag, München 1992, ISBN 3-453-05225-0.
- Frankreich: Die wunderbare Illusion. Hoffmann und Campe, Hamburg 1989, ISBN 3-455-08343-9.
- Angst vor Deutschland (Hrsg.), Hoffmann und Campe, Hamburg 1990, ISBN 3-455-08377-3.
- Und Gott schuf Paris. Hoffmann und Campe, Hamburg 1993, ISBN 3-455-08536-9.
- Das Wetter. Transit Buchverlag, Berlin 1994, ISBN 3-88747-093-1.
- Der Ehrliche ist der Dumme: Über den Verlust der Werte. Hoffmann und Campe, Hamburg 1994, ISBN 3-455-11033-9. (Platz 1 der Spiegel-Bestsellerliste vom 2. Januar bis zum 3. September 1995)
- Das Buch der Tugenden (Hrsg.), Hoffmann und Campe, Hamburg 1995, ISBN 3-455-11045-2; aktualisierte Neuausgabe: Piper, München 2009, ISBN 978-3-492-05267-2.
- Über den letzten Stand der Dinge. Transit, Berlin 1996, ISBN 3-88747-109-1.
- Deutschland auf Bewährung. Der schwierige Weg in die Zukunft. Hoffmann und Campe, Hamburg 1997, ISBN 3-455-11215-3.
- Vom Glück, Franzose zu sein. Unglaubliche Geschichten aus einem unbekannten Land. Hoffmann und Campe, Hamburg 1999, ISBN 3-455-11252-8.
- Donner-Wetter. Allerletzte Meldungen vom Tage. Hoffmann und Campe, Hamburg 2000, ISBN 3-455-11216-1.
- Ihr seid die Macht! Politik für die nächste Generation. Rowohlt, Berlin 2000, ISBN 3-87134-378-1.
- Zeit zu handeln. Den Werten einen Wert geben. Hoffmann und Campe, Hamburg 2001, ISBN 3-455-11253-6.
- Die Zeichen unserer Zeit. Nachwort von Heribert Klein. Hohenheim, Stuttgart 2004, ISBN 3-89850-116-7.
- Alles über Paris. Europa Verlag, Hamburg 2004, ISBN 3-203-84050-2.
- Gauner muss man Gauner nennen. Von der Sehnsucht nach verlässlichen Werten. Piper, München 2007, ISBN 978-3-492-05021-0.
- Redet Geld, schweigt die Welt. Was uns Werte wert sein müssen. Hoffmann und Campe, Hamburg 2011, ISBN 978-3-455-50224-4.
- Neugier und Übermut. Hoffmann und Campe, Hamburg 2012, ISBN 978-3-455-50277-0.
- Mein Paris. Hoffmann und Campe, Hamburg 2015, ISBN 978-3-455-70010-7.
- Anders gemeinsam, Gesprächsband Wolfgang Schäuble, Ulrich Wickert, Michel Sapin, Dominique Seux, Hoffmann und Campe, Hamburg 2016, ISBN 978-3-455-50401-9.
- Medien: Macht und Verantwortung, Hoffmann und Campe, Hamburg 2016, ISBN 978-3-455-50404-0.
- Frankreich muss man lieben, um es zu verstehen. Hoffmann und Campe, Hamburg 2017, ISBN 978-3-455-50217-6.
- Nie die Lust aus den Augen verlieren. Lebensthemen. Hoffmann und Campe, Hamburg 2017, ISBN 978-3-455-00268-3
- Identifiziert euch! Warum wir ein neues Heimatgefühl brauchen. Piper, München 2019, ISBN 978-3-492-05954-1.
- Wettergeschichten. Kampa-Verlag, Zürich 2019, ISBN 978-3-311-25008-1.
- Ritter Otto, eine Prinzessin, eine Hexe, ein Drache und ganz viel mehr. Kinderbuch, Carlsen, Hamburg 2019, ISBN 978-3-551-51208-6.
- Salut les amis. Meine Geschichte der deutsch-französischen Beziehungen. Piper, München 2024, ISBN 978-3-492-05962-6.

### Krimis mit Untersuchungsrichter „Jacques Ricou“
- Der Richter aus Paris. Eine fast wahre Geschichte. Hoffmann und Campe, Hamburg 2003; Piper, München 2005, ISBN 3-492-24233-2.
- Die Wüstenkönigin. Der Richter in Angola. Hoffmann und Campe, Hamburg 2005; Piper, München 2007, ISBN 978-3-492-24770-2.
- Der nützliche Freund. Piper, München 2008; ebd. 2010, ISBN 978-3-492-25742-8.
- Das achte Paradies. Piper, München 2010; ebd. 2011, ISBN 978-3-492-27355-8.
- Das marokkanische Mädchen: Ein Fall für Jacques Ricou. Hoffmann und Campe, Hamburg 2014, ISBN 978-3-455-40339-8.
- Das Schloss in der Normandie. Hoffmann und Campe, Hamburg 2015, ISBN 978-3-455-40546-0.
- Die Schatten von Paris. Piper, München 2022, ISBN 978-3-492-05961-9.
- Der nützliche Freund. Piper, München 2024, ISBN 978-3-492-25742-8.

## Auszeichnungen

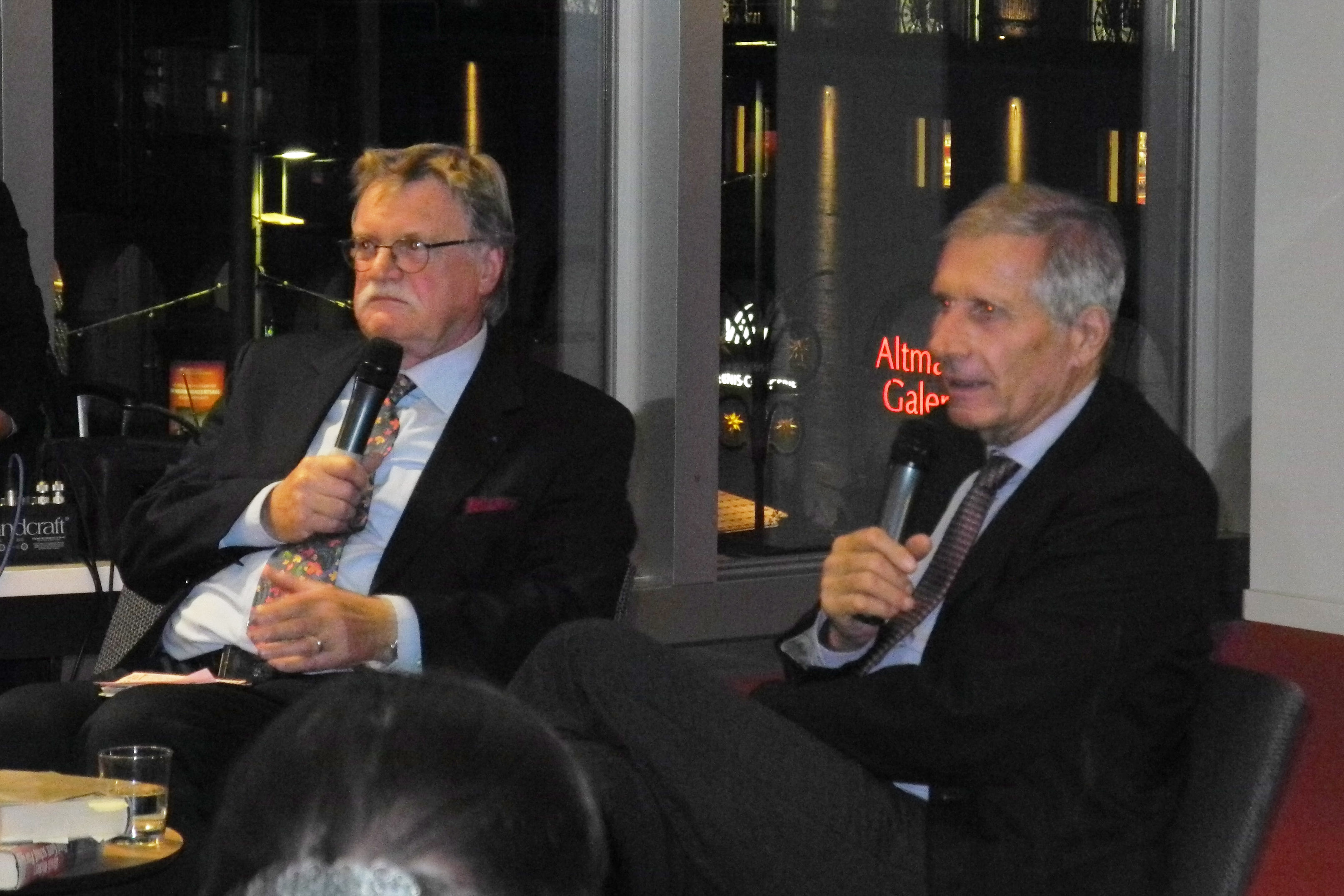
Ingo Kolboom (l.) im Gespräch mit Ulrich Wickert (r.) bei der Preisverleihung des Literaturpreises „Hommage à la France“ im Dresdner Kulturpalast (2018)

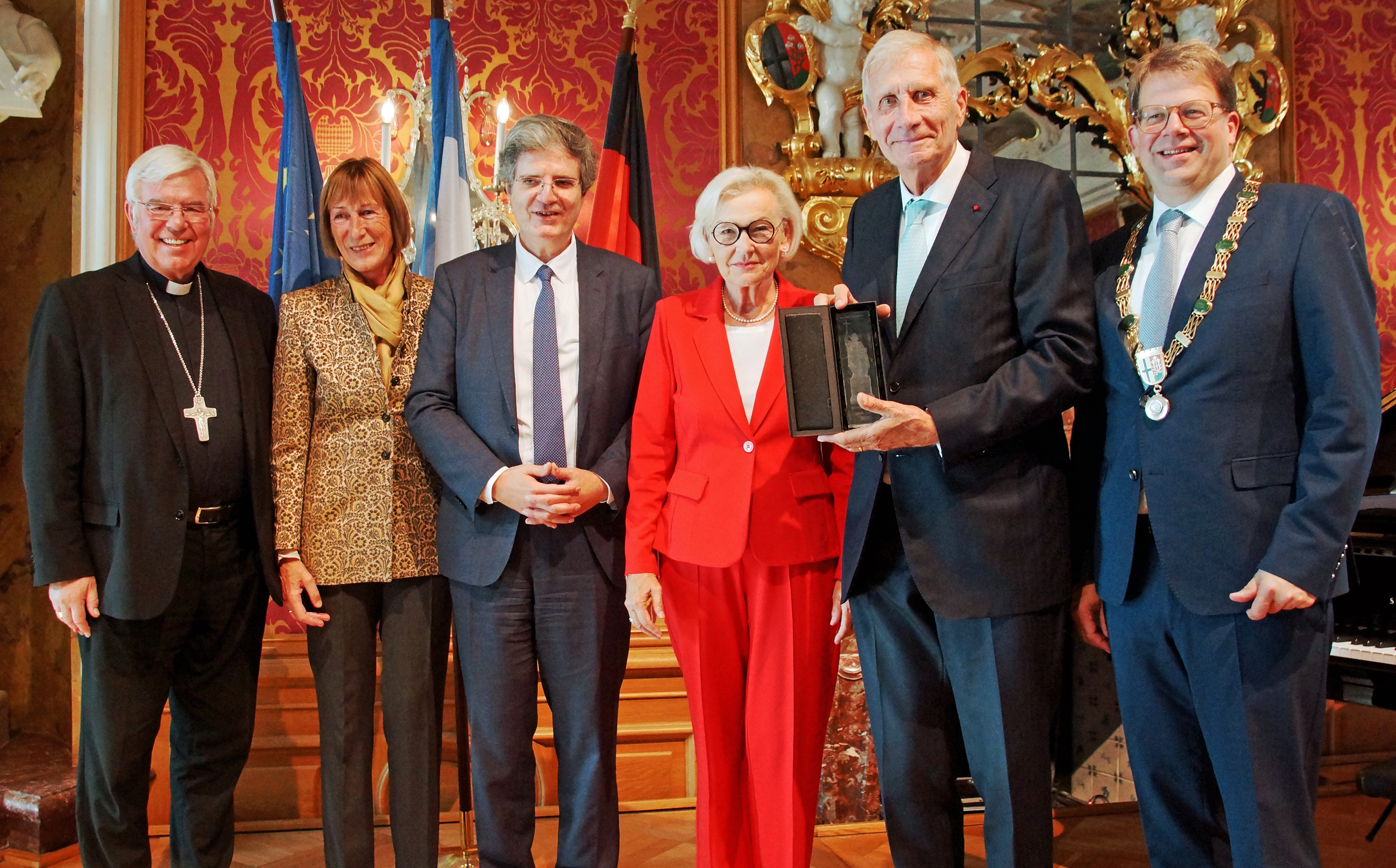
Verleihung des Winfriedpreis der Stadt Fulda an Ulrich Wickert (2024). Von links Karlheinz Diez, Christine Waider, François Delattre, Stadtverordnetenvorsteherin Margarete Hartmann, Ulrich Wickert und Heiko Wingenfeld

- 1990: Deutsch-Französischer Journalistenpreis (Kategorie Fernsehen) mit Klaus Peter Schmid und Heide Supper
- 1991: Mainzer Auslese, Preis der Stiftung Lesen
- 1992: Der Deutsche Fernsehpreis Telestar
- 1995: Goldene Kamera
- 2000: Adenauer-de Gaulle-Preis
- 2002: Mercator-Professur der Universität Duisburg-Essen[37]
- 2005: Offizier der französischen Ehrenlegion[38]
- 2005: Krawattenmann des Jahres[39]
- 2006: Deutsch-Französischer Journalistenpreis (Ehrenpreis)[40]
- 2010: Aufnahme in die German Speakers Hall of Fame
- 2010: Ehrenkommissar der Bonner Polizei
- 2011: Walter-Scheel-Preis
- 2014: Wolfgang-Paul-Plakette der Rheinischen Friedrich-Wilhelms-Universität Bonn
- 2015: Karl Kübel Preis[41]
- 2015: Frank-Loeb-Gastprofessur am Frank-Loeb-Institut der Universität Koblenz/Landau[42]
- 2016: Heinrich-Heine-Gastprofessur an der Heinrich-Heine-Universität Düsseldorf
- 2016: Bundesverdienstkreuz 1. Klasse
- 2018: Literaturpreis „Hommage à la France“ der Stiftung Brigitte Schubert-Oustry Dresden
- 2024: Winfried-Preis[43]